# Vier Mädels aus der Wachau
Vier Mädels aus der Wachau ist eine österreichische Heimatfilmkomödie von 1957 mit den Zwillingspaaren Alice und Ellen Kessler und Isa und Jutta Günther unter der Regie von Franz Antel. Kinostart in Deutschland war am 1. August 1957.

## Handlung
In dem kleinen verträumten Wachauer Dorf Weineck werden an einem Tag durch die Wirtstochter Maria Thaller und die Küchengehilfin Rosina zwei Zwillingspaare geboren. In der Annahme, es handelt sich um Vierlinge, benennt Bürgermeister Leopold Scherzinger einen Wein nach ihnen, bindet sie in intensiv in die Tourismuswerbung sowie Gästeunterhaltung ein und bewerkstelligt so einen Aufschwung für die Ortschaft.
Als die vier Mädchen erwachsen werden, befürchtet der Bürgermeister, dass die jungen Damen heiraten und wegziehen könnten. So entwickelt sich ein panisch amüsantes Lustspiel.  Zuletzt kommt es zur vierfachen Hochzeitsfeier. Genau genommen fünffachen, denn auch die Eltern des einen Zwillingspaares heiraten noch.

## Hintergrund
Regisseur Franz Antel hatte die damals noch kaum bekannten Kessler-Zwillinge bei einem Besuch im Lido entdeckt, worauf ihm die Idee kam, sie zusammen mit den seit Das doppelte Lottchen bereits sehr populären Günther-Zillingen (Isa und Jutta) zu den Titelfiguren eines Films zu machen.
Der Kremser Bürgermeister Franz Wilhelm unterstützte das Projekt aktiv. Das Atelier befand sich in einem Saal im Brauhof, ein wichtiger Treffpunkt war der Bacher-Wirt in Mautern. Vier Mädels aus der Wachau lief nicht nur in den Kinos gut, sondern ein Jahr nach den Dreharbeiten konnte auch der Bürgermeister dem Regisseur mitteilen, dass die Zahl der Übernachtungen sich verdoppelt habe. Bei der im Film als Drachenburg bezeichneten Anlage handelt es sich um die nördlich von Wien gelegene Burg Kreuzenstein.
Zur Zeit der Geburt der vier Mädchen wird Rosina von Jane Tildens Tochter Franziska gespielt. Während die Mädchen erwachsen sind, wird Rosina von Jane Tilden selbst dargestellt.

## Kritik
- Der Münchner Merkur schrieb: „Ein Schwankfilm, der sich an der unteren Grenze hält“ (zitiert nach film.at)
- Lexikon des internationalen Films: „Lustspiel im Heimatfilm-Milieu, das die Möglichkeiten des Stoffes kaum nutzt und zusehends zur Schnulze abfällt; nur Hans Moser in der Rolle des Hausdieners weiß einigermaßen zu überzeugen.“[2]
- Heidi Ritter resümierte 1957 in den Filmblättern: „Alles in allem: Der richtige Film für ein Publikum, das laut und herzlich lachen will“[3]
- Christoph Dompke bemerkte in seinem Buch Weil doch was blieb. Alte Frauen in schlechten Filmen (1998): „Wie in vielen Filmen dieser Zeit führt eine Frau allein einen Gasthof, der dem Bankrott entgegenschlittert, Reflex der vaterlosen Nachkriegsgesellschaft.“ Er fand es zudem komisch, „daß die vier Zwillinge, die doch immer nur in der Wachau gelebt haben, nicht den Anflug eines Dialekts sprechen.“[3]